# 마이크로 DVI
마이크로 DVI(Micro-DVI)는 오리지널 맥북 에어에서 볼 수 있는 비디오 출력 포트이다. 맥북 모델에 사용되는 미니 DVI 포트보다 크기가 더 작다.
표준 모니터나 텔레비전에 비디오를 표출하기 위한 포트를 사용하기 위해 어댑터를 사용해야 한다. 마이크로DVI to DVI 어댑터, 마이크로DVI to VGA 어댑터가 오리지널 맥북 에어에 번들 형태로 제공된다.
마이크로 DVI 단자는 2008년 말 맥북 에어를 기점으로 미니 디스플레이포트 단자로 대체되었다.